# Darlene Glória
Darlene Glória (São José do Calçado, 20 marzo 1943) è un'attrice brasiliana.

## Filmografia

### Cinema
- Um Ramo para Luíza, regia di J. B. Tanko (1965)

- São Paulo, Sociedade Anônima, regia di Luiz Sérgio Person (1965)
- Choque de Sentimentos, regia di Maximo Giuseppe Alviani (1965)
- Paraíba, Vida e Morte de um Bandido, regia di Victor Lima (1966)
- Nudista à Força, regia di Victor Lima (1966)
- Terra in trance (Terra em Transe), regia di Glauber Rocha (1967)
- Papai Trapalhão, regia di Victor Lima (1968)
- Os Viciados, regia di Braz Chediak (1968) - (segmento "Fuga, A")
- Os Raptores, regia di Aurélio Teixeira (1969)
- Os Paqueras, regia di Reginaldo Faria (1969)
- O Matador Profissional, regia di Jece Valadão (1969)
- Golias Contra o Homem das Bolinhas, regia di Victor Lima (1969)
- Os Devassos, regia di Carlos Alberto de Souza Barros (1971)
- Lua-de-Mel e Amendoim, regia di Fernando De Barros e Pedro Carlos Rovai (1971)
- A Viúva Virgem, regia di Pedro Carlos Rovai (1972)
- Eu Transo, Ela Transa, regia di Pedro Camargo (1972)
- Ogni nudità sarà proibita (Toda Nudez Será Castigada), regia di Arnaldo Jabor (1973)
- Um Homem Célebre, regia di Miguel Faria Jr. (1974)
- O Marginal, regia di Carlos Manga (1974)
- Os homens Que Eu Tive, regia di Tereza Trautman (1980)
- Até que a Vida nos Separe, regia di José Zaragoza (2000)
- Anjos do sol, regia di Rudi Lagemann (2006)
- Feliz Natal, regia di Selton Mello (2008)
- Corpo Presente, regia di Paolo Gregori e Marcelo Toledo (2012)

### Televisione
- Véu de Noiva – serie TV (1969)
- O Bofe – serie TV (1972)
- Carmem – serie TV (1987)
- Araponga – serie TV (1990)
- O Guarani – miniserie TV (1991)
- Você Decide – serie TV, episodi 6x27 (1997)
- Pecado Capital – serie TV (1998)
- A Diarista – serie TV, episodi 1x28 (2004)
- Promessas de Amor – serie TV (2009)
- Força-Tarefa – serie TV, episodi 1x9 (2009)